# Jan Hugens
Jan Hugens (Heerlen, Limburg, 22 de març de 1939 - Amstenrade 12 de març de 2011) va ser un ciclista neerlandès que fou professional entre el 1962 i 1968. Abans, com a ciclista amateur, va prendre part en els Jocs Olímpics de 1960, on va finalitzar en 38a posició en la cursa en línia i quart en la contrarellotge per equips. Destacà principalment en les contrarellotges. En la primera edició de l'Amstel Gold Race va estar en condicions de guanyar, però a manca de 350 metres per l'arribada se li bloquejà la cadena i acabà tercer, rere els seus companys de l'equip Ford France, Jean Stablinski i Bernard Van De Kerckhove.
Després de retirar-se del ciclisme passà a treballar en el ram de la construcció i com a porter de l'escola.

## Palmarès
- 1958
  - Vencedor d'una etapa a l'Olympia's Tour
- 1959
  - Campió dels Països Baixos en ruta dels militars
  - 1r al Gran Premi François Faber
  - Vencedor d'una etapa a l'Olympia's Tour
- 1960
  - Vencedor de 2 etapes a la Volta a Àustria
- 1962
  - 1r al Tour dels Quatre Cantons
  - Vencedor de 2 etapes al Tour de l'Avenir
- 1964
  - 1r al Tour dels Quatre Cantons
- 1965
  - 1r al Gran Premi Union Dortmund